# Gnamptogenys regularis
Gnamptogenys regularis é uma espécie de formiga do gênero Gnamptogenys.